# Masunaga Shizuto
Masunaga Shizuto (jap. 増永 静人; * Juni 1925 in Kure, Präfektur Hiroshima, Japan; † 7. Juli 1981) war ein japanischer Psychologe, Hochschullehrer und Shiatsu-Therapeut. Sein Anliegen war, westliche und östliche Zugänge zur Heilkunst sinnvoll zu verbinden. Inspiriert durch eingehende Studien der chinesischen Medizin entwickelte er seinen eigenen Shiatsu-Stil, das Zen Shiatsu. An dem von ihm gegründeten Iōkai Shiatsu Center) erlernten neben japanischen auch viele westliche Studenten Zen Shiatsu, das über diesen Weg starke Verbreitung nicht nur in Europa und den USA, sondern weltweit gefunden hat.

## Familie und Ausbildung
Shizuto Masunaga wurde 1925 in der Präfektur Hiroshima in Japan geboren und war durch die Arbeit seiner Mutter von Kindesbeinen an vertraut mit den Traditionen der fernöstlichen Medizin. Sie selbst hatte bei Tenpeki Tamai gelernt, einem Therapeuten und Lehrer, der im frühen 20. Jahrhundert eine wichtige Rolle spielte für die Renaissance und Weiterentwicklung von Anma, einer auf den Prinzipien der chinesischen Medizin gegründeten Form japanischer Massage oder Körperarbeit. Es war Tenpeki Tamai, der in seinem 1915 erschienenen Buch Shiatsu Ryoho (Shiatsu-Therapie) den Begriff Shiatsu einführte und 1925 maßgeblich an der Gründung der "Gesellschaft für Shiatsu-Therapeuten" beteiligt war.
In Fortführung der Familientradition begann Masunaga seine Studien bei Tokujiro Namikoshi, ehedem Schüler von Tenpeki Tamai, dann Gründer der "Clinic for Pressure Therapy" (1925) und schließlich Leiter des einzigen von der amerikanischen Besatzungsverwaltung im Japan unmittelbar nach dem Krieg zugelassenen und später offiziell lizenzierten Lehrinstituts für Shiatsu.
Masunaga erwarb seine Qualifikation 1959 an Namikoshis „Japanischer Shiatsu-Fachschule“ (日本指圧専門学校, Nihon shiatsu senmon gakkō). In den nächsten 10 Jahren war er an diesem Institut auch als Lehrer tätig. Wie schon Namikoshi war auch Masunaga daran interessiert, einen wissenschaftlich begründbaren, das heißt, im Rahmen westlicher Parameter formulierten Zugang zu den Prinzipien der Chinesischen Medizin zu finden und, davon ausgehend, eine Theorie für die empirisch erfahrbare klinische Wirksamkeit von Shiatsu zu entwickeln. In seinen Forschungen stützte er sich auf das in seiner Ausbildung in Körperarbeit vermittelte Fachwissen, seine praktische klinische Erfahrung, aber auch auf seine eigenen Nachforschungen im Bereich der klassischen Chinesischen Medizin sowie auf seine akademische Ausbildung als Psychologe.
Studiert hatte Masunaga am Institut für Psychologie an der Universität von Kyoto, wo er nach seinem Abschluss einen Lehrstuhl für Psychologie innehatte. Er war Mitglied der Japanischen Psychologischen Gesellschaft und der Japanischen Gesellschaft für Orientalische Medizin. Seine späteren Versuche, einen theoretischen Ansatz zu entwickeln, mit dessen Hilfe Shiatsu besser in das System westlicher Medizin integriert werden könnte, müssen vor dem Hintergrund seines überwiegend psychologisch informierten Zuganges zur Anamnese verstanden werden. Es muss aber angemerkt werden, dass der Ansatz der Chinesischen Medizin holistisch und daher per se der Psychosomatik verbunden ist.
Masunaga verstarb 1981 im Alter von 57 Jahren an Enddarmkrebs.

## Masunagas Innovation – Zen Shiatsu
1968 gründete Masunaga sein eigenes Shiatsu Institut, das Iōkai Shiatsu Center (医王会), wo er seine Ansätze weiterentwickelte und an seine Studenten vermittelte. Während der späten 1970er Jahre, besuchte er mit Wataru Ōhashi, einem seiner Iokai Studenten, die USA. Dort unterrichtete er in New York und San Francisco. 1977 erschien sein Buch Zen Shiatsu: How to Harmonize Yin and Yang for Better Health, aufgelegt in den USA, Mittelamerika und Europa.  Der Zusatz "Zen", so heißt es, fehlte im Titel des Originals und mag seine Hinzufügung dem Zeitgeist der 1970er und vielleicht auch einem auf Vermarktung bedachten Verleger verdanken.
Das Buch selbst bietet eine nur kurze Einführung in Philosophie, Geschichte und den therapeutischen Ansatz von Shiatsu, ohne jedoch näher auf die Philosophie des Zen einzugehen. Es ist keine akademische Abhandlung, sondern vielmehr ein Versuch, bemüht einen neuen theoretischen Ansatz mit illustrierten Anweisungen für Diagnose und konkrete Körperarbeit zu verbinden, um so seinem Englisch sprechenden Schülerkreis als Studienhilfe zu dienen. Masunaga selbst demonstriert hier seine therapeutische Arbeit, gefolgt von, ebenfalls illustrierten, Anleitungen für Selbsthilfe. Zugleich ist es aber auch eine einfache Einführung in die theoretischen Grundlagen von Kernelementen der chinesischen Medizin sowie eine Darlegung der vom Autor und seinen Schülern entwickelten Methode für Diagnose und Behandlung.
„Zen Shiatsu“ ist die einzige Publikation Masunagas, die zu seinen Lebzeiten in Übersetzung erschienen ist. Aus der Zahl seiner japanischen Publikationen ist bislang lediglich sein Buch "Zen Imagery Exercises" (englische Übersetzung des japanischen Originaltitels) auf Englisch erschienen. Diese Übersetzung wurde von Stephen J. Brown, der vorhatte, bei Masunaga zu studieren, nach dessen unerwartetem Tod 1981 in Angriff genommen und unter dem Titel "Meridian Exercises. The Oriental Way to Health and Vitality" 1987 veröffentlicht.
Brown schreibt im Vorwort, dass es seine Studien der chinesischen Klassiker, insbesondere althergebrachte Abhandlungen zu Körperübungen gewesen seien, die Masunaga zu der Erkenntnis führten, dass es für Patienten notwendig sei, die Meridiane und ihre Wirkungen nicht nur während einer Shiatsu-Behandlung zu erfahren, sondern durch bestimmte Körperübungen selbst mit ihrem Körper und seinen Empfindungen und Energieflüssen zu arbeiten. "Based in his knowledge and experience of these exercises as a means of working with the meridians, he formulated a new system of meridian exercises to complement shiatsu as the ideal method for health and well-being. Imagery Exercises were the logical next step to Zen Shiatsu, which had elevated shiatsu to a “way”, or spiritual path."
In Meridian Exercises finden wir die von Masunaga in Zen Shiatsu lediglich summarisch behandelten Ansätze theoretisch besser durchdacht, detaillierter und überzeugender ausführt, sowohl was die Bedeutung des Haras für Diagnose und Körperarbeit, die Meridiane und ihre Ergänzungen, und das Zusammenspiel von Kyo und Jitsu betrifft, als auch im Bezug auf die Komplexität der Bezogenheiten von Soma und Psyche. Das Buch ist außerdem viel deutlicher auf die Lehren des Daoismus und Buddhismus bezogen. Aus heutiger Sicht kann man wohl sagen, dass sowohl Masunaga durch die Fortentwicklung seines Ansatzes, als auch seine Schüler und Nachfolger durch Praxis und Lehre dem ehedem vielleicht modisch gewählten Namen "Zen Shiatsu" Inhalt gegeben und ihn erfolgreich zum Markenzeichen für Masunagas Methode gemacht haben und darüber hinaus Shiatsu im Allgemeinen gefördert haben.

## Die Masunaga-Methode und ihre Besonderheiten
Eine wesentlich Errungenschaft seiner Arbeit lag in der Erweiterung des klassischen Meridiansystems. Während sich in der TCM und davon abgeleiteten Formen die 12 Hauptmeridiane aufteilen in
- 6 Meridiane, welche in den Fingern beginnen bzw. enden (Lunge, Dickdarm, Herz, Dünndarm, Perikard, Dreifacher Erwärmer), bzw.
- 6 Meridiane, welche in den Füßen beginnen bzw. enden (Niere, Blase, Magen, Milz, Gallenblase, Leber),

hat Masunaga dieses System erweitert, sodass alle Meridiane in Beinen und Händen zu finden sind.
Während Namikoshi Tokujirō und Serizawa Katsusuke die Akupunkturpunkte (つぼ, tsubo) in der Shiatsu-Therapie behandelten und erforschten, entwickelte Masunaga eine Art Shiatsu zur Behandlung der Meridiane. Es stehen also nicht so sehr einzelne Punkte wie in der TCM im Vordergrund, sondern der gesamte Meridian als solcher. Bedingt durch seine Arbeit als Psychotherapeut sah er das Wirken seines Shiatsu auch verstärkt im psychologischen Bereich.
Diese Behandlung der Meridiane wurde durch seine Schüler weitervermittelt. Einige der Schüler von Masunaga gingen später ins Ausland und haben durchaus auch verschiedene Arten von Shiatsu entwickelt, die sich deutlich vom ursprünglichen Shiatsu, wie es Masunaga praktizierte, unterscheiden. Die in Europa bekanntesten sind Ōhashi Wataru, Sasaki Kazunori, Sasaki Pauline, Saitō Tetsurō, Endō Ryokio und Kishi Akinobu.

## Veröffentlichungen
- Shizuto Masunaga, Wataru Ohashi: Zen Shiatsu. Japan Publications, Tokyo / New York 1977, ISBN 0-87040-394-X.
- Shizuto Masunaga: Zen Imagery Exercises. Japan Publications, Tokyo / New York 1987, ISBN 0-87040-669-8.
- Shitsuto Masunaga, Wataru Ohashi: Shiatsu – Theorie und Praxis der japanischen Heilmassage. Rowohlt Taschenbuch Verlag, Reinbek bei Hamburg 1989, ISBN 3-499-18416-8.
- Shizuto Masunaga: Meridian Exercises. Japan Publications, Tokyo / New York 1997, ISBN 0-87040-897-6.